# 伊勒蒂森
伊勒蒂森（德語：Illertissen，發音：[ɪlɐˈtɪsn̩] ⓘ）是德国巴伐利亚州施瓦本行政区新乌尔姆县的城市，面积36.39平方千米，2023年12月31日人口为18,578人。